# Заречный (Екатеринбург)
Заре́чный — микрорайон на территории Верх-Исетского и Железнодорожного районов Екатеринбурга. Название получил из-за расположения за рекой Исетью, на её левом берегу. Территориально ограничивается рекой Исетью, Гражданской улицей, улицей Черепанова, цехами ВИЗ-Стали.
Микрорайон расположен в непосредственной близости к железнодорожному вокзалу.

## История

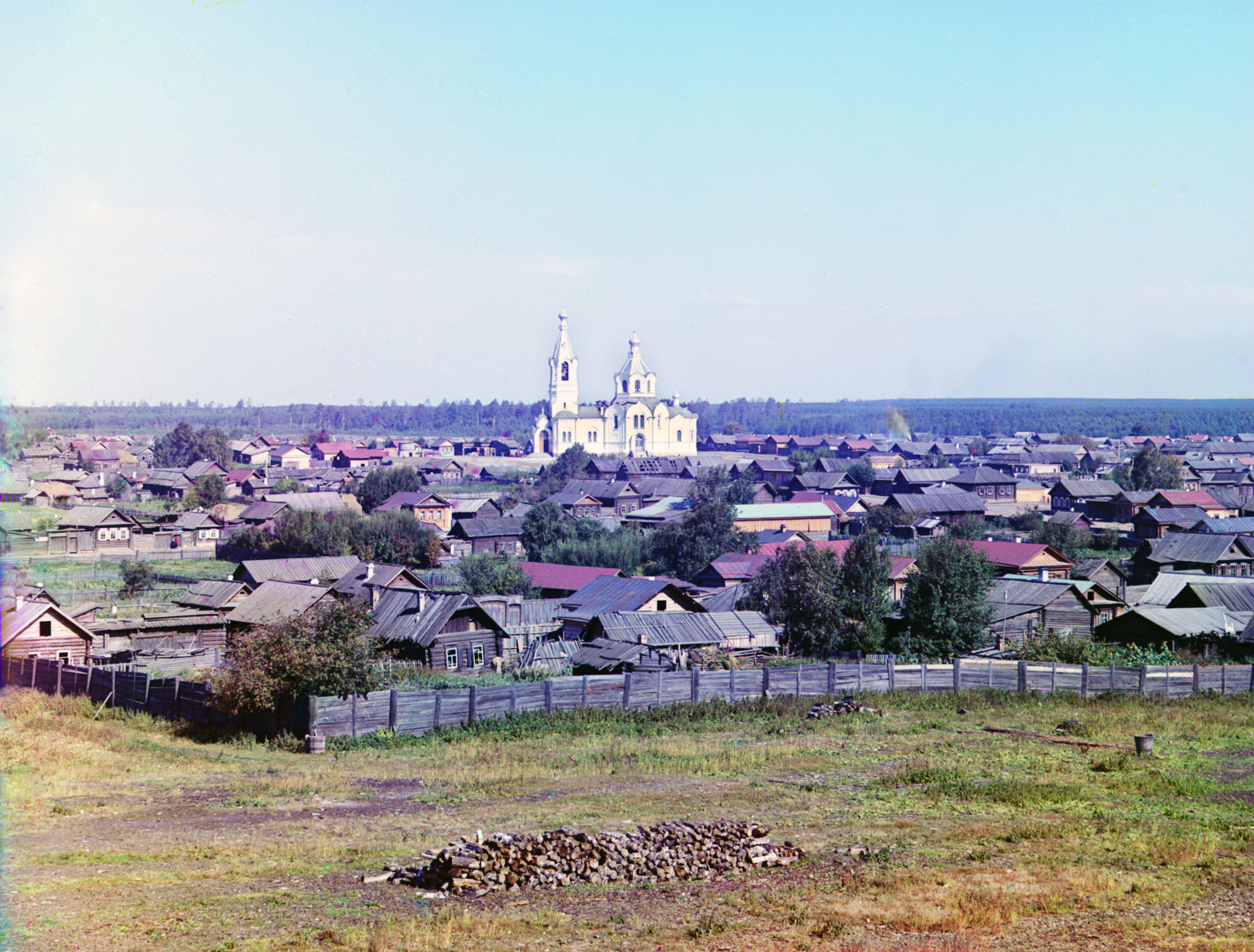
Будущий микрорайон Заречный в 1910 году. Фотография С. М. Прокудина-Горского

В XVIII—XIX веках рядом с Верх-Исетским заводом, на левом берегу Исети, территория застроена в основном одноэтажными деревянными домами. Улицы, протянувшиеся с севера на юг, назывались Закутиловы улицы (всего их было 9), с запада на восток тянулись Опалихи (их было 19). Выделялся Никольский храм на площади (снесён в 1930), названной впоследствии площадью Революции. Рядом в 1914 году была построена одноэтажная кирпичная Земская школа, впоследствии здание надстроено, ныне — Наркологический диспансер. В 1927 году посёлок административно был присоединён к Свердловску.
В 1921 году улицы переименованы в соответствии с идеологией советского государства (напр. ул. Опалиха 5-я стала ул. Плавильщика Колмогорова, ул. Закутилова 3-я — ул. Толедова). В 1949—1950 годах была проложена линия трамвая по улице Халтурина до Кушвинской улицы (однопутная, второй путь с 1958 года), соединившая посёлок с центром города.
В 1982—1983 годах началось массовое жилищное строительство панельными домами типовой 141-серии, большинство домов сданы в 1985—1986 годах, в 1987 году — дома по ул. Каляева (Опалихинской), 20, 22, 24, в 1985—1990 годах были выстроены три кирпичных 9-этажных дома по улице Бебеля с 3-х-комнатными квартирами индивидуального проекта.
К 2003 году была закончена большая реконструкция улиц Бебеля и Халтурина. В 2006 сдан ТРК «Карнавал». К 2008 году закончена реконструкция улицы Готвальда.

## Транспортная доступность
Доступен любым видом транспорта (кроме троллейбуса и метро): маршрутное такси, автобусы, трамваи, такси, городская электричка (остановочный пункт ВИЗ). С этого района есть направление дорог на Московский и Серовский тракты, также можно добраться до любого жилого района города: Уралмаш, Семь Ключей, Ботанический, Центр, Пионерский, Уктус, Вокзальный и т. д.
Маршрутные такси: № 011 (Ботанический — Пехотинцев), № 014 (ДМБ № 9 — Станция Шарташ), № 024 (ул. 2-я Новосибирская — Трамвайное кольцо), № 035 (Уралтехгаз — Ботаническая), № 057 (ул. Пехотинцев — Академический), № 082 (ул. Высоцкого — ул. Монтажников), № 083 (ул. Монтажников — Уктус).
Автобусы: № 06 (СТЦ «МЕГА» — ДМБ № 9); № 13 (Семь Ключей — метро «пл. 1905 г.»), № 13А (Уралтехгаз — метро «пл. 1905 г.»),№ 15 (ТЦ «Сибирский Тракт» — ул. Пехотинцев), № 43 (ул. Онуфриева — проспект Седова), № 61 (ул. Пехотинцев — ул. 40 летия ВЛКСМ).
Трамваи: № 6 (ЦПКиО — ул. Машиностроителей), № 7 (7 Ключей — Эльмаш), № 10 (ЦПКиО — 7 Ключей), № 13 (7 Ключей — ул. 40 летия ВЛКСМ), № 19 (ул. Волгоградская — ул. Машиностроителей), № 23 (ул. 40 летия ВЛКСМ — ул. Машиностроителей).
Электричками можно добраться в область.